# Polycyrtus texanus
Polycyrtus texanus là một loài tò vò trong họ Ichneumonidae.